# Udo Steffens
Udo Johann Erich Steffens (* 24. März 1950 in Sandhorst, Niedersachsen) ist ein deutscher Ökonom. Er war Präsident sowie Vorsitzender der Geschäftsführung der Frankfurt School of Finance & Management (FS) und lehrte dort Allgemeine Betriebswirtschaft.

## Leben
Steffens absolvierte eine kaufmännische Lehre und anschließend ein Studium der Wirtschaftswissenschaften, der Wirtschaftspädagogik und der Politikwissenschaft in Dortmund, Münster und Darmstadt. Die Promotion erfolgte an der TU Darmstadt mit der Dissertation Interessenausgleich und westeuropäische Integration – Elemente zur Erklärung der Europäischen Gemeinschaft, dargestellt am Beispiel der Europäischen Gemeinschaft als Instrument in der Auseinandersetzung um eine neue Weltwirtschaftsordnung. Nach seinem Referendariat war er bis 1988 als Studienrat an einer Berufsbildenden Schule in Oldenburg (Niedersachsen) tätig. Daneben war er ab 1985 Dozent für Betriebswirtschaft an der FH Wilhelmshaven sowie freiberuflicher Dozent an der Bankakademie in Frankfurt am Main, aus der die Frankfurt School of Finance & Management entstand. 1988 entsandte ihn die Norddeutsche Mission nach Togo und Kamerun, wo er kirchliche Werke und Unternehmen sanierte und neu aufbaute. Ab Februar 1992 war er am Aufbau eines internationalen Netzwerks der Hochschule für Bankwirtschaft (jetzt FS) beteiligt. 1994 wurde Steffens  stellvertretender  Geschäftsführer und später  Geschäftsführer der Bankakademie, 1996 wurde er deren Rektor und wurde zum Professor berufen. Von 2004 bis 2010 war er Vorstandssprecher des Verbandes der Privaten Hochschulen e. V. Steffens ist unter anderem Mitglied des Zukunftsforums der Landesregierung Hessen. 2018 wurde er als Professor emeritiert und trat in den Ruhestand.

## Schriften (Auswahl)
Monografien
- Stichwort: Wahlen. Opladen 1978. ISBN 3-8100-0226-7 (mit Wichard Woyke)
- Europawahl '79. Opladen 1978. ISBN 3-8100-0254-2  (mit Wichard Woyke)
- Interessenausgleich und westeuropäische Integration. Frankfurt am Main 1984 ISBN 3-88129-828-2.

Herausgeberschaften
- Strategisches Management in Banken. Bankakademie-Verlag, Frankfurt am Main 2002, ISBN 3-933165-62-8.